# Monomorium salomonis
Monomorium salomonis is een mierensoort uit de onderfamilie Myrmicinae. De wetenschappelijke naam is gepubliceerd in 1758 door Linnaeus in de tiende editie van Systema naturae.